# Aeroportul Ziguinchor
Aeroportul Ziguinchor (IATA: ZIG, ICAO: GOGG) este un aeroport din Ziguinchor, Ziguinchor Department⁠(d), Ziguinchor⁠(d), Senegal ce deservește zona Ziguinchor. A fost numit după zona deservită.
Situat la o altitudine de 23 m, aeroportul dispune de 1 pistă.

## Infrastructură

### Piste
Aeroportul dispune de o singură pistă. Pista 10/28 are suprafața de Bitum și dimensiunile 1.545 m × 30 m. 